# عبد الرحمن ناجي (لاعب كرة قدم سعودي)
عبد الرحمن محمد ناجي لاعب كرة قدم سعودي، يلعب في الوسط في نادي جرش.

## مسيرة اللاعب
لعب في الفئات السنية في نادي الإتحاد ولعب بعدها مع نادي النهضة ونادي الانتصار ونادي جرش.